# بخش امروهه
بخش امروها (به انگلیسی: Amroha district) یک منطقهٔ مسکونی در هند است که در ناحیه مرادآباد واقع شده‌است. بخش امروها ۲٬۳۲۱ کیلومتر مربع مساحت و ۱٬۸۴۰٬۲۲۱ نفر جمعیت دارد.